# Orlen Technologie
Orlen Technologie (do 16 grudnia 2024 roku PGNiG Technologie) – polskie przedsiębiorstwo specjalizujące się w usługach budowlano-montażowych z zakresu między innymi budowy gazociągów przesyłowych i dystrybucyjnych, zagospodarowania złóż i budowy kopalni ropy naftowej i gazu ziemnego, budowy i rozbudowy podziemnych magazynów gazu ziemnego. Spółka zajmuje się również między innymi produkcją urządzeń i aparatów do wyposażenia złóż węglowodorów, części do platform wiertniczych oraz produkcją i remontami wyrobów dla górnictwa węglowego.

## Działalność
Orlen Technologie S.A. wchodzi w skład Grupy Kapitałowej PKN ORLEN.
Według stanu na dzień 31 marca 2023 roku w skład Grupy Kapitałowej PKN ORLEN o. PGNiG wchodziło 41 podmiotów zależnych, w tym:
- 22 podmioty zależne I stopnia (21 spółek oraz 1 towarzystwo ubezpieczeń wzajemnych),
- 17 podmiotów zależnych II stopnia (16 spółek oraz 1 Towarzystwo ubezpieczeń wzajemnych na życie),
- 2 spółki zależne III stopnia[2].

Kapitał zakładowy Spółki wynosi 272 727 240 zł i składa się z 166 914 000 akcji serii A, 15 213 240 akcji serii B i 90 600 000 akcji serii C o wartości nominalnej 1 zł każda.
Właścicielem wszystkich akcji jest ORLEN Spółka Akcyjna.
Podejmowanie uchwał przez Walne Zgromadzenie Akcjonariuszy określają przepisy kodeksu spółek handlowych oraz Statut Spółki.
Podmiotem prowadzącym rejestr akcjonariuszy jest IPOPEMA Securites Spółka Akcyjna z siedzibą w Warszawie.

## Historia
PGNIG Technologie powstało z połączenia 4 spółek z Grupy Kapitałowej PGNiG działających do tej pory odrębnie. Potencjał i zasoby BN Naftomontaż sp. z o.o., ZUN Naftomet sp. z o.o., ZRUG sp. z o.o. w Pogórskiej Woli i BUG Gazobudowa sp. z o.o. weszły w skład skonsolidowanej struktury PGNiG Technologie sp. z o.o.
Decyzją Sądu Rejonowego dla m.st. Warszawy, XII Wydział Gospodarczy Krajowego Rejestru Sądowego w Warszawie z dnia 22 grudnia 2011 r. wpisano do Krajowego Rejestru Sądowego połączony podmiot działający na rynku wysokospecjalizowanych usług projektowo-budowlano-montażowych dla sektora gazowego i górnictwa naftowego. PGNiG Technologie sp. z o.o. to przedsiębiorstwo dysponujące oddziałami, stworzonymi na bazie dotychczasowych spółek zależnych. Łączy unikalne umiejętności, wieloletnią historię oraz bogate doświadczenie czterech połączonych podmiotów.
Wchodzące do PGNiG Technologie spółki zrealizowały wiele inwestycji związanych z zagospodarowaniem złóż gazu ziemnego i ropy naftowej, budową podziemnych magazynów gazu oraz rurociągów przesyłowych.
Macierzysty zakład powstał w 1920 r. z inicjatywy Towarzystwa dla Przedsiębiorstw Górniczych TEPEGE w Krakowie i w pierwszych latach działalności funkcjonował pod nazwą Fabryka Maszyn i Urządzeń Wiertniczych w Krośnie.
Budowę rozpoczęto w 1917 r. przy ulicy Olejarskiej, obecnie Łukasiewicza. Powstała wówczas hala obrabiarek, elektrownia, kuźnia, bocznica kolejowa, ślusarnia, kotłownia i kotlarnia, stolarnia, magazyn i kancelaria. W 1920 roku wybudowano budynki mieszkalne dla pracowników, garaże i portiernię.
Początkowo produkowano proste narzędzia wiertnicze: świdry udarowe, obciążniki, nożyce, osprzęt do rur, żerdzie i pompy wgłębne. Naprawiano maszyny kopalniane, pompy, silniki Diesla i elektryczne oraz różne urządzenia rafineryjne.
W czasie II wojny światowej zakład przejęło niemieckie przedsiębiorstwo Beskiden Erdöl Gewinnugs GmbH z siedzibą w Krośnie.
Kilka dni po wyzwoleniu grupa byłych pracowników zakładu przystąpiła do jego porządkowania i napraw. Uruchomiono ponownie produkcję, głównie narzędzi wiertniczych. Zakład stanowił wtedy całość z Krośnieńskim Kopalnictwem Naftowym.
W roku 1950 wyodrębniono warsztaty – elektryczny, samochodowy i mechaniczny, tworząc odrębną firmę Krośnieńskie Warsztaty Remontowe (KaWueR-y). Produkowano wówczas części do agregatów i pomp wgłębnych oraz remontowano udarowe i obrotowe narzędzia wiertnicze, silniki wysokoprężne i urządzenia elektryczne.
W 1953 roku na terenie byłej rafinerii przy ulicy Naftowej rozpoczęto budowę nowych obiektów. Po siedmiu latach oddano do użytku nową halę obróbki mechanicznej, odlewnię, kuźnię, kotłownię, stację transformatorową i bocznicę kolejową. Urządzono też wydział obróbki cieplnej w zmodernizowanym budynku rafineryjnym.
W 1969 roku oddano do użytku kolejną, nową halę produkcyjną, halę głównego mechanika, magazyny, acetylenownię i budynek administracyjny. Produkcja w tych obiektach biegła pełną parą przez trzy zmiany. Zapotrzebowanie na produkcję i usługi Zakładu było bardzo duże.
W 1978 roku rozpoczęto budowę największej hali konstrukcji stalowych.
Na przestrzeni tego okresu wskutek różnych reorganizacji Zakład zmieniał nazwy i miejsce w strukturze polskiego przemysłu naftowego. W drugiej połowie lat 70. XX wieku przedsiębiorstwo posiadało status kombinatu. Podlegały mu specjalistyczne zakłady w Rawiczu i Brzesku. Zatrudnionych w nim było wówczas blisko 3 tysiące pracowników.
W latach 80. XX wieku wyłączano kolejno ze struktury przedsiębiorstwa zakłady z innych miejscowości. Oddano też na rzecz Krośnieńskiego Kopalnictwa Naftowego obiekty i teren przy ulicy Łukasiewicza, pierwszą, historyczną siedzibę Zakładu.
W 1982 roku przedsiębiorstwo zostało przemianowane na Zakład Urządzeń Naftowych „NAFTOMET” Krosno i weszło w skład wielozakładowego, ogólnopolskiego przedsiębiorstwa użyteczności publicznej Polskie Górnictwo Naftowe i Gazownictwo w Warszawie.
W 1998 roku ZUN Naftomet został wyłączony ze struktury PGNiG i stał się samodzielną spółką z ograniczoną odpowiedzialnością. Wszystkie udziały pozostały jednak w rękach PGNiG.
23.12.2011 Zakład zmienił status prawny i stał się Oddziałem PGNiG Technologie S.A.
W 2012 roku PGNiG Technologie realizowała prace związane między innymi z robotami budowlano-montażowymi z zakresu budowy gazociągów przesyłowych, przebudowy podziemnego magazynu gazu oraz zagospodarowania złóż węglowodorów. Ponadto spółka zajmowała się między innymi produkcją urządzeń wiertniczych i remontami urządzeń dla górnictwa węglowego.
W 2012 roku PGNiG Technologie osiągnęła przychody ze sprzedaży w wysokości 367 mln zł, z czego 58% stanowiły przychody uzyskane ze sprzedaży do spółek powiązanych z Grupy PGNiG. Głównym odbiorcą usług świadczonych przez spółkę było PGNiG (47% przychodów ze sprzedaży). Do najważniejszych zadań realizowanych dla PGNiG należały usługi budowlano-montażowe z zakresu budowy gazociągów wysokiego ciśnienia, przebudowy magazynu gazu ziemnego oraz zagospodarowania złóż gazu ziemnego i ropy naftowej.
Dla spółek powiązanych spółka produkowała również urządzenia wiertnicze, w tym między innymi ciśnieniowe urządzenia do powierzchniowego zagospodarowania odwiertów, głowice, więźby i części zamienne do urządzeń eksploatacyjnych.
Natomiast na rzecz odbiorców zewnętrznych spółka realizowała kontrakty związane z budową gazociągów wysokiego i średniego ciśnienia, sieci kanalizacyjnej, produkcją urządzeń i części zamiennych do platform i statków wiertniczych oraz remontami urządzeń dla górnictwa węglowego.
16 grudnia 2024 roku spółka zmieniła nazwę na Orlen Technologie.

## Władze spółki[9][10]
| Stanowisko      | Imię i nazwisko            | Od      | Do      |
| --------------- | -------------------------- | ------- | ------- |
| Prezes          | Bernard Michał Ściechowski | 06.2012 | 01.2013 |
| Członek zarządu | Piotr Olech                | 06.2012 | 06.2013 |
| Członek zarządu | Janusz Józef Walciszewski  | 06.2012 | 08.2012 |
| Członek zarządu | Janusz Adam Radomski       | 11.2012 | 01.2013 |
| Prezes          | Janusz Adam Radomski       | 01.2013 | 06.2014 |
| Członek zarządu | Janusz Adam Radomski       | 06.2014 | 09.2014 |
| Członek zarządu | Janusz Sowiński            | 06.2014 | 09.2014 |
| Prezes          | Marta Zygmunt              | 06.2014 | 07.2021 |
| Członek zarządu | Paweł Stańczak             | 03.2016 | 11.2017 |
| Członek zarządu | Sławomir Kudela            | 02.2018 | 06.2020 |
| Wiceprezes      | Lucyna Sabina Podhalicz    | 08.2020 | 04.2023 |
| Prezes          | Zbigniew Leniowski         | 10.2021 | 2024    |
| Wiceprezes      | Oliwer Koszowski           | 09.2022 | 2024    |
| Wiceprezes      | Stanisława Kasprzycka      | 02.2023 | 2024    |
| Prezes          | Krzysztof Janas            | 2024    |         |

## Strategiczne inwestycje
PGNiG Technologie S.A. zrealizowało budowę instalacji zapewniającej ciągłość dostaw gazu ziemnego gazociągiem jamalskim na terytorium Polski. Zrealizowana Instalacja Osuszania Gazu to pierwsza i największa tego typu inwestycja na polskim odcinku gazociągu jamalskiego. Powstała w odpowiedzi na wielokrotne przekroczenia dopuszczalnych norm punktu rosy w dostawach gazu z importu, które występowały w latach 2004–2017. 17 kwietnia 2020 r. spółka oficjalnie przekazała instalację w ręce inwestora, którym jest PGNiG S.A. Inwestycja zlokalizowana w pobliżu jednego z dwóch tzw. punktów wzajemnego połączenia gazociągu jamalskiego z krajowym systemem przesyłowym gazu w woj. kujawsko-pomorskim, działa w oparciu o metodę absorpcyjną osuszania glikolem trójetylenowym (TEG) stosowaną na całym świecie. Zadaniem instalacji jest pozbycie się nadmiaru ilości wody z paliwa gazowego transportowanego gazociągiem, w sytuacjach gdy nie spełnia on parametrów jakościowych wymaganych w krajowym systemie przesyłowym. Po etapie prac projektowych, realizowanym z pomocą PGNiG Gazoprojekt SA, prace budowlane do momentu uruchomienia instalacji w grudniu 2019 r. trwały niewiele ponad 6 miesięcy. W kolejnym etapie prowadzono ruch próbny oraz testy funkcjonalne instalacji oraz dalsze prace budowlane w zakresie infrastruktury towarzyszącej. Stacja osuszania gazu składa się z instalacji technologicznych głównych tj. instalacja osuszania gazu oraz instalacji regeneracji glikolu, a także pomocniczych – zespół zaporowo-upustowy przyłączeniowy, stacja redukcyjno-pomiarowa potrzeb własnych, instalacja zbiornika ociekowego i kolumna wydmuchowa. Instalacja ma wydajność pozwalającą osuszyć na bieżąco cały wolumen gazu, który płynie z gazociągu jamalskiego do krajowego systemu przesyłowego połączeniem we Włocławku. Wybudowana przez PGNiG Technologie SA instalacje jest pierwszą tego typu instalacją zlokalizowaną na gazociągu jamalskim w Polsce. Podobna instalacja, na tym gazociągu, zlokalizowana jest dopiero po stronie niemieckiej gazociągu. Budowę instalacji realizowano na podstawie ustawy z dnia 24 kwietnia 2009 r. o inwestycjach w zakresie terminalu regazyfikacyjnego skroplonego gazu ziemnego w Świnoujściu.
Zakończenie Gazociągu DN 700 Hermanowice – Strachocina. Spółka PGNiG Technologie S.A. będąca generalnym wykonawcą inwestycji realizowanej dla OGP Gaz-System S.A. pn. „Budowa gazociągu DN 700 relacji Hermanowice – Strachocina wraz z infrastrukturą niezbędną do jego obsługi” w dn. 30.04.2020 r. podpisała protokół odbioru końcowego tegoż zadania, tym samym przyczyniając się do ukończenia pierwszego odcinka strategicznego dla Podkarpacia gazociągu, wchodzącego w skład korytarza Północ – Południe. Nowo wybudowana instalacja gazowa uzyskała wymagane pozwolenia na użytkowanie wydane przez WINB w Rzeszowie oraz została włączona do istniejącej infrastruktury gazociągów o średnicach od DN 500 do DN 700. Gazociąg zlokalizowany w województwie podkarpackim, przebiega przez siedem gmin, w tym: Przemyśl, Fredropol, Ustrzyki Dolne, Bircza, Tyrawa Wołoska, Dydnia i Sanok. Lokalizacja inwestycji, w trudnym terenie pasma górskiego Bieszczadów, gdzie różnica wzniesień na niewielkich odcinkach przekraczała 100 metrów, oraz jej zakres, który obejmował: budowę gazociągu wysokiego ciśnienia DN 700 o długości 72 km, budowę linii światłowodowej biegnącej wzdłuż gazociągu DN 700, rozbudowę węzła rozdzielczo-pomiarowego w Hermanowicach, budowę pięciu zespołów zaporowo-upustowych, budowę Stacji Ochrony Katodowej na terenie ZZU Kuźmina, wymagały od PGNiG Technologie S.A. wykonania m.in. 36 przekroczeń bezwykopowych pod przeszkodami terenowymi, kilkudziesięciu innych przekroczeń z różnego rodzaju obiektami oraz zabezpieczenia mikropalami dwóch osuwisk. Budowa gazociągu, obwarowana bardzo restrykcyjną decyzją środowiskową, realizowana była równolegle w czterech miejscach przez niezależne grupy, przy zaangażowaniu podwykonawców i poddostawców. Na trasie budowy funkcjonowały cztery zaplecza techniczne oraz trzy place składowe na rury stalowe pochodzące z dostaw inwestorskich, przygotowane wg standardów i wymogów określonych przez OGP Gaz-System S.A. Specjalistyczne prace spawalnicze, prowadzone na bazie zatwierdzonych technologii spawania, obejmowały spawanie liniowe oraz spawanie montażowe. Spółka PGNiG Technologie S.A. prowadziła wszystkie prace w porozumieniu z lokalnymi władzami samorządowymi oraz przy uwzględnieniu potrzeb społeczności lokalnych. Bezpośredni udział w realizacji inwestycji, mającej na celu rozbudowę krajowego systemu przesyłowego, stanowi dla spółki dowód uznania dla jej potencjału kadrowego i technicznego.